# مل
مل (به ایتالیایی: Mele) یک کومونه در ایتالیا است که در استان جنوا واقع شده‌است.
مُل در گویش یزدی به معنای گردن یا پشت گردن می باشد.

## خصوصیات
مل ۱۶٫۹ کیلومترمربع مساحت و ۲٬۶۸۷ نفر جمعیت دارد و ۱۲۵ متر بالاتر از سطح دریا واقع شده‌است.